# Latin Modern

Przykładowe, wybrane kroje z rodziny Latin Modern

Latin Modern – rodzina 92 krojów pisma (w tym 72 tekstowe i 20 matematyczne) zaprojektowana przez Bogusława Jackowskiego i Janusza Mariana Nowackiego w oparciu o rodzinę Computer Modern autorstwa Donalda Ervina Knutha. Od pierwowzoru oprócz drobnych poprawek w kształcie poszczególnych znaków różnią się wsparciem dla różnych narodowych znaków diakrytycznych. 
Kroje przeznaczone dla różnych stopni pisma różnią się nieznacznie swym kształtem. Do ich stworzenia posłużono się oprogramowaniem METATYPE1 umożliwiającym tworzenie fontów w formacie Type 1 za pomocą MetaPosta.

## Składniki rodziny
Na rodzinę Latin Modern składają się następujące fonty:
| Fonty tekstowe                                                                                            | Fonty tekstowe | Fonty tekstowe | Fonty tekstowe                                                                                 | Fonty matematyczne |
| pogrubione                                                                                                | szeryfowe | bezszeryfowe | stałe                                                                                          | Fonty matematyczne |
| --- | --- | --- | ---------------------------------------------------------------------------------------------- | --- |
| - lmb10, - lmbo10, - lmbx5, - lmbx6, - lmbx7, - lmbx8, - lmbx9, - lmbx10, - lmbx12, - lmbxi10, - lmbxo10, | - lmr5, - lmr6, - lmr7, - lmr8, - lmr9, - lmr10, - lmr12, - lmr17, - lmri7, - lmri8, - lmri9, - lmri10, - lmri12, - lmro8, - lmro9, - lmro10, - lmro12, - lmcsc10, - lmcsco10, | - lmss8, - lmss9, - lmss10, - lmss12, - lmss17, - lmssbo10, - lmssbx10, - lmssdc10, - lmssdo10, - lmsso10, - lmsso12, - lmsso17, - lmsso8, - lmsso9, - lmssq8, - lmssqbo8, - lmssqbx8, - lmssqo8, | - lmtcsc10, - lmtt10, - lmtt12, - lmtt8, - lmtt9, - lmtti10, - lmtto10, - lmvtt10, - lmvtto10. | - lmex10, - lmmi5, - lmmi6, - lmmi7, - lmmi8, - lmmi9, - lmmi10, - lmmi12, - lmmib5, - lmmib7, - lmmib10, - lmbsy5, - lmbsy7, - lmbsy10, - lmsy5, - lmsy6, - lmsy7, - lmsy8, - lmsy9, - lmsy10 |

## Licencjonowanie i dystrybucja
Rodzina Latin Modern jest dostępna bezpłatnie na warunkach licencji GNU General Public License lub równoważnie na licencji LaTeX Project Public Licence (LPPL) w wersji 1.3c lub późniejszej. Fonty Latin Modern wchodzą w skład wielu aktualnych dystrybucji TeX-owych (TeX Live, MikTeX, teTeX, itp.). 
Dystrybucja składa się z kompletu fontów postscriptowych oraz pięciu kompletów plików TeX-owych związanych z pięcioma sposobami kodowania znaków:
- Encode Cork
- QX
- TeXnANSI (LY1)
- TS1
- T5

Oprócz tego rodzina Latin Modern jest również dostępna w formacie OpenType.